# Großsteingrab Markebækgård
Das Großsteingrab Markebækgård ist eine megalithische Grabanlage der jungsteinzeitlichen Nordgruppe der Trichterbecherkultur im Kirchspiel Skævinge in der dänischen Kommune Hillerød.

## Lage
Das Grab liegt westlich von Skævinge auf einer kleinen Grünfläche neben dem Grundstück Markebækvej 6. In der näheren Umgebung gibt bzw. gab es mehrere weitere megalithische Grabanlagen.

## Forschungsgeschichte
In den Jahren 1887 und 1942 führten Mitarbeiter des Dänischen Nationalmuseums Dokumentationen der Fundstelle durch. Eine weitere Dokumentation erfolgte 1982 durch Mitarbeiter der Forst- und Naturbehörde.

## Beschreibung
Die Anlage besitzt eine nordnordwest-südsüdöstlich orientierte rechteckige, fast quadratische Hügelschüttung, über deren Maße unterschiedliche Angaben vorliegen. Der Bericht von 1887 nennt eine Länge von 6,3 m und eine Breite von 6,2 m. Der Bericht von 1942 nennt eine Länge und Breite von je 8 m. Klaus Ebbesen nennt eine Länge von 6,5 m und eine Breite von 5 m. Die Höhe des Hügels beträgt etwa 0,7 m. Von der Umfassung sind noch 13 Steine erhalten: drei im Norden, jeweils vier im Osten und Westen sowie zwei im Süden. Eine Grabkammer ist nicht zu erkennen.